# Kà
KÀ é um espetáculo apresentado pela companhia canadense Cirque du Soleil em Las Vegas no MGM Hotel.

## Sinopse
KÀ conta a história heróica de dois gémeos, um irmão e uma irmã, que se lançam numa aventura perigosa para realizar o seu destino comum. Assista a alguns dos feitos mais inovadores de todos os tempos que desafiam a gravidade nesta aventura dos gémeos para enfrentar os perigos que os aguardam a cada momento. Adversários combatem, com seus rodopios no ar, numa apresentação cativante de acrobacias perpendiculares e aventuras aéreas. Viva o amor e o conflito através de paisagens teatrais dinâmicas num ambiente em constante mudança que evoca a presença de um império inteiro no palco.

## Atos
- Intro
- The Pageant

O Royal Barge transporta os Gêmeos para as festividades como desempenham no pavimento. Eles são entretidos pelo Tribunal com uma demonstração de artes marciais da força e agilidade, incluindo Wushu, ópera chinesa e Brasileira de Capoeira. Os Gêmeos exibam sua capacidade musical com um dueto sutil na flauta, enquanto a Nursemaid diverte os hóspedes com uma dança de flamenco animado. Apenas para além de seu Reino Pacífico, perigo iminente está como Archers e Spearmen se preparar para atacar.
- The Storm

Para escapar dos Archers e Spearmen, a Nursemaid arrasta a irmã gemea até um barco e eles escaparem por mar, apenas para encontrar uma tempestade maciça que virais seu navio. A estrutura de barco especialmente concebidos pesa quase 1800 libras e os movimentos de balanço e presença completamente são manipulados pelos artistas.
- The Deep

A Nursemaid cai nas profundezas do mar em bruto seguido pela irmã Gêmea que mergulha para resgata-la. Bolhas de ar são criadas por meio de projeções de vídeo interativas, acionadas por sensores infravermelhos que reagem a circulação dos artistas.
- The Archer's Den

Os Archers e Spearmen festejar sua vitória.O Filho do conselheiro introduz sua criação diabólica, uma máquina que grinds bones com o minério mágico para desencadear o poder destrutivo do fogo.
- The Wash-Up On The Shore

Após o barco afundar, a irmã gêmea,Nursemaid e Valet estão reunidos em uma praia de areia dourada. Encontram criaturas do mar gigante, incluindo uma tartaruga, estrela do mare um caranguejo. As marionetes de porte em humanos são projetadas para acentuar a acrobacia da competência dos executores, mantendo os movimentos naturais dos animais. A areia é criada usando a 350 metros cúbicos de granulados de cortiça.
- The Shadow Play

Ao mesmo tempo, guiando o irmão gêmeo afastando do perigo, o Couter Jester desvia o rapaz assustado por ensinar-lhe a arte de marionetas de sombra. Esses gestos simples, porém poginante representam uma das formas mais antiga da história.
- The Climb

A irmã gêmea, Nursemaid e Valets deve escalar um penhasco íngreme com os Archers e Spearmen dando lavagem. Movimentos de artistas são organizados para seguir a circulação da fase, como ele gira até 12 graus por segundo, bem como mostrando desligar seu movimento de elevação, dos artistas que produz cai até 60 metros em sacos de ar invisíveis. As 80 "setas" que aparecem à greve da superfície pinos prorrogável sincronizados com coreografia de artistas.
- The Blizzard

A irmã gêmea é socorrida por uma tribo de montanha folheados de peles, que também descobrem a Nursemaid , e reuni os dois. O tribesmen mostra desativar suas proezas de alpinismo manualmente crescente 50 pés de aderir seus colegas , criada pelo deck de Cliff de areia na sua posição vertical direita. A projeção de vídeo que acompanha a face de precipício congelados reage a movimentos os executores para criar a queda de rochas.
- The Flight

Enfrentando a ameaça de uma tempestade implacável, o tribo da montanha transforma sua tenda simples de habitação em uma máquina de voar de men-powered ajuda a escapar da tempestade com a irmã gêmea, que é perigosamente pesam mais de 50 pés acima do solo.O voo do pássaro durante a audiência decrescente para o abismo.O voo de aves é criado usando quatro guinchos para controle de direção e um guincho de rolamento de carga para transportar o peso.
- The Twin Brother In Capitivy

O irmão gêmeo é capturado e preso. Tal como as coisas parecem irremediável, ele descobre uma amiga em auxiliar da Chief Archer. Após a partilha de um momento de concurso, ela define-lhe livre e em seguida, manifesta seus desesjos através de um desempenho comovente usando flautas.
- The Forest People

Criaturas luminosas brilhantes habitam uma majestosa floresta, que é também a casa dos insetos, flores e uma cobra de 80 pés impressionante. O Menino Firefly Glides,examina como ele executa a acrobacia aérea e logo ingressou pela irmã gêmea quando ela voa em seu mundo. Juntos eles executam um dueto aéreo e fazer uma conexão especial. O povo da floresta são altos,ágil nas árvores.
- The Slave Cage

A Wheel of Death leva o centro do estágio em uma exibição incrível de façanhas que desafiam a gravidade. Os dois artistas equilibrem e controlam a rotação do aparelho de gaiolas opostos anexados para o eixo central. Como um é executado e Salta fora do compartimento de um outro controla a velocidade, andando ou executado dentro o outro compartimento.
- The Battle Begins

No culminar de suas viagens extraordinárias, os Gêmeos são Unidos pelo Boy Firefly e mata pessoas para a batalha final contra o mal Archers e Spearmen, liderado pelo conselheiro e seu filho. A perspectiva aérea da batalha destaca os adversários, como eles soar através do ar, viajando até 50 pés e mover perpendicular ao solo. Os movimentos coreografados dos 16 artistas são alcançados através de individuais guinchos de alta velocidade controlados por meio de um controle remoto sem fio em cada traje. A cena é ainda mais intensificada pelas projecções vídeo interativas disparadas pelos artistas como eles fazerem contato com a batalha.
- Aftermath (Finale)

## Personagens
- The Archers and Speramn
- The Chief Archer's Daughter
- The Counselor
- The Counselor's Son
- The Courter Jester
- The Firefly Boy and Forest People
- The Nuursemaid
- The Montain Tribe
- The Twins
- The Valets

## Música
- 1. O Makundé (Epilogo)
- 2. Pageant (The Pageant/Finale)
- 3. Koudamare (The Blizzard)
- 4. Storm (The Storm)
- 5. Deep (The Deep)
- 6. Shadowplay (The ShadowPlay)
- 7. Pursuit (The Climb)
- 8. Forest (The Forest People)
- 9. Flight (The Flight)
- 10. Threat (Love Dance)
- 11. Love Dance (Flight in Love Dance)
- 12. Battlefield (The Battle Begins)
- 13. Aftermath (The Aftermath)
- 14. If I Could Reach Your Heart
- 15. We've Been Waiting So Long
- 16. Reach for Me Now